# Rainer Brandt (Schauspieler)
Rainer Brandt (* 19. Januar 1936 in Berlin; † 1. August 2024) war ein deutscher Schauspieler, Synchronsprecher, Synchronregisseur und Dialogbuchautor.

## Leben und Wirken
In der Annahme, es handle sich um ein Filmstudio, stellte sich Brandt 1954 bei einem Synchronstudio vor. Nachdem ihn der Regisseur Alfred Vohrer hatte Probe sprechen lassen, bekam er sein erstes Engagement als Synchronsprecher. Gleichzeitig absolvierte er eine Schauspielausbildung an der Max-Reinhardt-Schule. 1958 begann er für die DEFA zu synchronisieren. In Westdeutschland folgten darauf größere Synchronrollen. Brandt sprach Elvis Presley in den meisten seiner Filme, später lieh er Tony Curtis und Jean-Paul Belmondo seine Stimme. Außerdem war er unter anderem für Mario Adorf in Winnetou, Jack Lord in James Bond – 007 jagt Dr. No, Tony Randall in der Serie Männerwirtschaft und Robert Wagner in der Serie Ihr Auftritt, Al Mundy zu hören.
Brandt arbeitete zunächst für Karlheinz Brunnemann bei der Deutschen Synchron und gründete Mitte der 1970er-Jahre seine eigene Synchronfirma, die heutige Brandtfilm. Er war Autor der deutschen Dialoge zahlreicher Filme mit Terence Hill und Bud Spencer, wo er auch Dialogregie führte, und zeichnete auch für die Synchronfassungen zahlreicher Kinofilme mit Louis de Funès, Adriano Celentano sowie Pierre Richard verantwortlich.
Seinen Durchbruch als Dialogautor hatte Brandt 1972 mit der Krimiserie Die 2 mit Roger Moore und Tony Curtis, den er in dieser Produktion auch synchronisierte. Der Erfolg der Serie in Deutschland beruhte zum Großteil auf der Synchronisation, die etliche Witze und Wortspiele einbaute, die im Original nicht vorhanden waren. Insbesondere wurden den Hauptfiguren sprachliche Witze in den Mund gelegt, die zum Teil Eingang in die deutsche Alltagssprache gefunden haben. Diesen vom Original abweichenden, zum Teil absichtlich ans Sinnentstellende grenzenden Synchronstil bezeichnete er selbst als „Schnodderdeutsch“.
Bis zur Gründung des eigenen Studios arbeitete er häufig mit Karlheinz Brunnemann zusammen, so auch bei Die 2. Brandt schrieb auch die Dialogbücher für die Fernsehserie M*A*S*H, in der er auch als Lautsprecherstimme zu hören war, und für zahlreiche weitere Serien: Ein Käfig voller Helden, Immer wenn er Pillen nahm, Department S, Mini-Max, Rauchende Colts, Alien Nation, Tennisschläger und Kanonen sowie die US-Sitcoms Alle unter einem Dach, Seinfeld und Frasier.
In der Rubrik Rainer Brandts Spezialkamera im Aktuellen Sportstudio des ZDF legte Brandt von Ende der 1960er- bis weit in die 1970er-Jahre prominenten Fußballern und Trainern in kurzen Einspielstreifen synchronmäßig witzige Worte in den Mund. Dies stellte ein Äquivalent zu dem von der ARD 1974 konzipierten Fußballballett dar.
Von Januar 2011 bis Oktober 2017 spielte er den Minister für Staatssicherheit im Musical Hinterm Horizont im Berliner Theater am Potsdamer Platz und im Hamburger Operettenhaus.

### Privates
Auch die Familie von Brandt ist mit der Synchronisation vertraut. Seine Ehefrau, die Schauspielerin Ursula Heyer, synchronisierte zum Beispiel Joan Collins im Denver-Clan. Seine Tochter Judith Brandt ist ebenfalls umfangreich in der Synchronisation tätig. Sie spricht unter anderem Sophie Marceau sowie Monica Bellucci und hat 2016 die Leitung von Brandts Synchronstudio übernommen. Sein Sohn Andrej Brandt sprach unter anderem Larry Hovis in Ein Käfig voller Helden und einige Durchsagen über den Lautsprecher im Camp von M*A*S*H.
Rainer Brandt starb am 1. August 2024 im Alter von 88 Jahren.

## Filmografie
- 1957: Cadillac (TV)
- 1958: Gesucht wird Mörder X (Fernsehserie)
- 1959: Unser Wunderland bei Nacht
- 1960: Die Nacht in Zaandam
- 1960: Der Jugendrichter
- 1960: Ein Toter hing im Netz
- 1960: Der Rächer
- 1960: Die Fastnachtsbeichte
- 1960: Wenn die Heide blüht
- 1960: Die Rote Hand
- 1960: Die junge Sünderin
- 1961: Zeit des Glücks (TV)
- 1961: Das Riesenrad
- 1961: Verdammt die jungen Sünder nicht (Morgen beginnt das Leben)
- 1962: Eheinstitut Aurora
- 1962: Genosse Münchhausen
- 1963: Das große Vorbild (TV)
- 1963: Tödliche Töne (TV)
- 1963: Einer unter ihnen (TV)
- 1964: Casanova wider Willen (TV)
- 1964: Der Kaiser vom Alexanderplatz (TV)
- 1964: Gewagtes Spiel: Herzbube
- 1966: Prairie-Saloon (TV)
- 1966: Die Rechnung – eiskalt serviert
- 1966: Förster Horn: Ein Schritt vom Wege (Fernsehserie)
- 1966: Finale in Berlin (Funeral in Berlin)
- 1967: Orgel und Rakete (TV)
- 1968: Der Hund von Blackwood Castle
- 1968: Straßenbekanntschaften in St. Pauli
- 1968: Die Mühle von Sanssouci (TV)
- 1968: Van de Velde: Die vollkommene Ehe
- 1968: Polizeifunk ruft: Auf eigene Rechnung (Fernsehserie)
- 1969: Rinaldo Rinaldini (Fernsehserie, 13 Episoden)
- 1978: Plattfuß in Afrika (Piedone l’Africano) (als Co-Drehbuchautor)
- 1978: Zwei himmlische Töchter (Fernsehserie)
- 1980: Mein Gott, Willi! (TV)
- 1981: Alles im Eimer
- 1983: Ein Mord liegt auf der Hand (TV)
- 1987: Ein Heim für Tiere: Danke, Caruso (Fernsehserie)
- 1988: Berliner Weiße mit Schuß: Der Seitensprung/Pilzzeit/Alte Freundschaft
- 1996: Sylter Geschichten: Urlaub mit Hindernissen (Fernsehserie)

## Synchronrollen (Auszug)
Jean-Paul Belmondo
- 1969: Der Mann, der mir gefällt als Henri
- 1975: Der Unverbesserliche als Victor Vauthier
- 1976: Der Greifer als Roger Pilard/Der Greifer
- 1977: Ein irrer Typ als Mike Gaucher/Bruno Ferrari
- 1979: Der Windhund als Stanislas Borovitz
- 1980: Der Puppenspieler als Alexandre Dupré
- 1981: Der Profi als Joss Beaumont
- 1982: Das As der Asse als Jo Cavalier
- 1983: Der Außenseiter als Kommissar Philippe Jordan
- 1984: Fröhliche Ostern als Stéphane Margelle
- 1984: Die Glorreichen als Sgt. Pierre Augagneur
- 1985: Der Boss als Grimm
- 1987: Der Profi 2 als Stan Jalard
- 1995: Les Misérables als Henri Fortin/Jean Valjean/Roger Fortin
- 1998: Alle meine Väter als Léo Brassac
- 2000: Amazone als Edouard

Elvis Presley
- 1957: Gold aus heißer Kehle als Deke Rivers
- 1958: Mein Leben ist der Rhythmus als Danny Fisher
- 1960: Café Europa als Tulsa McLean
- 1961: Das Lied des Rebellen als Glenn Tyler
- 1962: Girls! Girls! Girls! als Ross Carpenter
- 1962: Kid Galahad – Harte Fäuste, heiße Liebe als Walter Gulick
- 1964: König der heißen Rhythmen als Charlie Rogers
- 1964: Tolle Nächte in Las Vegas als Lucky Jackson
- 1965: Cowboy-Melodie als Lonnie Beale
- 1965: Kurven-Lilly als Rusty Wells
- 1966: Frankie und Johnny als Johnny
- 1966: Sag niemals ja als Mike McCoy
- 1966: Südsee-Paradies als Rick Richards

Tony Curtis
- 1962: Taras Bulba als Andrei Bulba
- 1963: Die Totenliste als Drehorgelspieler
- 1971–1972: Die 2 (Fernsehserie) als Danny Wilde
- 1977: Hilfe, ich bin eine männliche Jungfrau als Giacomo
- 1978: Sextette als Alexei Andreyev Karansky
- 1979: Title Shot – Der Killer lauert am Ring als Frank Renzetti
- 1986: Die Mafiaprinzessin als Sam Giancana
- 1994: Bandit – Ein ausgekochtes Schlitzohr und eine kühle Blonde als Lucky Bergstrom
- 1995: Gun Power als Dominic Baptiste
- 1997: Reptile Man als Jack Steele

Rik Battaglia
- 1959: Sturm über Eden als Gavino
- 1960: Das Schwert von Persien als Simon
- 1964: Der Schut als Nirwan
- 1965: Der Schatz der Azteken als Hauptmann Verdoja
- 1965: Die Pyramide des Sonnengottes als Hauptmann Verdoja
- 1966: Winnetou und sein Freund Old Firehand als Cpt. Mendozza
- 1968: Radhapura – Endstation der Verdammten als Manuel

Brad Harris
- 1966: Kommissar X – Drei gelbe Katzen als Cpt. Tom Rowland
- 1966: Kommissar X – Jagd auf Unbekannt als Captain Tom Rowland
- 1967: Die drei Supermänner räumen auf als Brad
- 1967: Kommissar X – Drei grüne Hunde als Cpt. Tom Rowland
- 1968: Kommissar X – Drei blaue Panther als Cpt. Tom Rowland
- 1968: Kommissar X – Drei goldene Schlangen als Cpt. Tom Rowland
- 1971: Kommissar X jagt die roten Tiger als Cpt. Tom Rowland

George Hilton
- 1967: Leg ihn um, Django als Django
- 1967: Stoßgebet für drei Kanonen als Steel Downey
- 1968: Django – Ein Sarg voll Blut als Django
- 1971: Man nennt mich Halleluja als Halleluja
- 1975: Zwei tolle Hechte – Wir sind die Größten als Mann

Oliver Reed
- 1961: Der Fluch von Siniestro als Leon Corledo
- 1962: Die Bande des Captain Clegg als Harry Cobtree
- 1967: Minirock und Kronjuwelen als David Tremayne
- 1967: Was kommt danach…? als Andrew Quint

Franco Nero
- 1966: Das dritte Auge als Mino Alberti
- 1967: Mit Django kam der Tod als Django
- 1971: Zwei wilde Companeros als Dmitri Orlowski
- 2012: Django Unchained als Amerigo Vessepi

Cliff Robertson
- 1958: Die Nackten und die Toten als Lt. Robert Hearn
- 1959: April entdeckt die Männer als Kahoona
- 1965: Venedig sehen – und erben… als William McFly

Sergio Ciani
- 1963: Zorro gegen Maciste – Kampf der Unbesiegbaren als Maciste
- 1964: Herkules – Der Rächer von Rom als Herkules
- 1964: Die Stunde der harten Männer als Herkules

Mario Adorf
- 1963: Winnetou 1. Teil als Santer
- 1964: Der letzte Ritt nach Santa Cruz als Pedro Ortiz
- 1972: Toll trieben es die alten Germanen als Kaufmann

Carl Möhner
- 1964: Das letzte Gewehr als Guitar – Fratello di Jane
- 1966: Der Mörder mit dem Seidenschal als Boris Garrett
- 1967: Jerry Cotton: Dynamit in grüner Seide als Bloom

Giuliano Gemma
- 1969: Friss oder stirb als Monty Mulligan
- 1969: In den Adern heißes Blut als Giulio
- 1973: Auch die Engel essen Bohnen als Sonny Abernathy

Anthony Franciosa
- 1957: Wild ist der Wind als Bene
- 1964: Drei Mädchen in Madrid als Emilio Lacaye

Jean-Louis Trintignant
- 1959: Wilder Sommer als Carlo Caremoli
- 1965: Mord im Fahrpreis inbegriffen als Eric Grandin

Gérard Barray
- 1961: Die korsischen Brüder als Giovanni Sagona
- 1964: Der Triumph des Musketiers als Chevalier de Pardaillan

Ettore Manni
- 1961: Höllenschlacht der Tataren als Prinz Stefan
- 1965: Kampf in der Villa Fiorita als Pater Rossi

Guy Madison
- 1962: Frauen für die Teufelsinsel als Henri Vallière
- 1963: Old Shatterhand als Captain Bradley

Joseph Hoover
- 1962: Die ins Gras beißen als Capt. Loomis
- 1968: Astro-Zombies – Roboter des Grauens als Chuck Edwards

John Lennon
- 1964: Yeah! Yeah! Yeah! als John Lennon
- 1965: Hi-Hi-Hilfe! als John Lennon

Peter Breck
- 1965: Geächtet, gehasst, gefürchtet als Crispo
- 1965: Die glorreichen Reiter als Lt. Bunny Hodges

Larry Pennell
- 1965: Old Surehand 1. Teil als General O’Neill
- 1965: Scharfe Schüsse auf Jamaika als Ken Stewart

Ivan Rassimov
- 1967: Django – Dein Henker wartet als Django Foster
- 1967: Django – Kreuze im blutigen Sand als Django

Luis Dávila
- 1967: Perry Rhodan – SOS aus dem Weltall als Captain Burley
- 1969: Stukas über London als Jacques

George Eastman
- 1967: Django tötet leise als Django (Bill)
- 1969: Django – Die Nacht der langen Messer als Hondo

Antonio Sabàto
- 1969: Zweimal Judas als Luke Barrett
- 1972: Die Freundin war immer dabei als Carmelo

Sonstige
- 1957: Barry Russo in Die Bestie aus dem Weltenraum als Referent
- 1957: Franco Fabrizi in Die Nächte der Cabiria als Giorgio
- 1961: Gabriele Ferzetti in Luxusweibchen als Alberto
- 1966: Peter Graves in Zwei tolle Kerle in Texas als Capt. Stimpson
- 1966: Germano Longo in Die Mörderklinik als Ivan
- 1967–1969: Jock Mahoney in Yancy Derringer (Fernsehserie) als Yancy Derringer
- 1969: Robert Wagner in Ihr Auftritt, Al Mundy (Fernsehserie) als Alexander Mundy
- 1971: Gianni Garko in … und Santana tötet sie alle als Santana
- 1985: Thomas Danneberg in Kommando Leopard als José

## Hörspiele (Auswahl)
- 1964: Jean-Louis Curtis: Grandioser Innenraum mit drei Schiffen (Erster Ragazzo) – Regie: Rolf von Goth (SFB)
- 1972: Bernd Lau: Einmal ist jeder dran (Ringo II) – Komposition: Ennio Morricone, Regie: Walter Adler und Bernd Lau (SWF)
- 2007: DiE DR3i: Der Jahrhundertstein (Arthur Heatherly) – Regie: Heikedine Körting
- 2010: Jörg Buttgereit: Green Frankenstein. Ein pädagogisches Monsterhörspiel (Dr. Russ Adams) – Regie: Jörg Buttgereit (WDR)
- 2016: Rainer Brandt: Sartana. Noch warm und schon Sand drauf (Langfassung) – Regie: Leonhard Koppelmann (WDR)
- 2017: Die drei ???: und die Kammer der Rätsel (Mr. McBrandon) – Regie: Heikedine Körting

## Auszeichnungen
- 2014: Berliner Bär (B.Z.-Kulturpreis)